# 비시수아즈

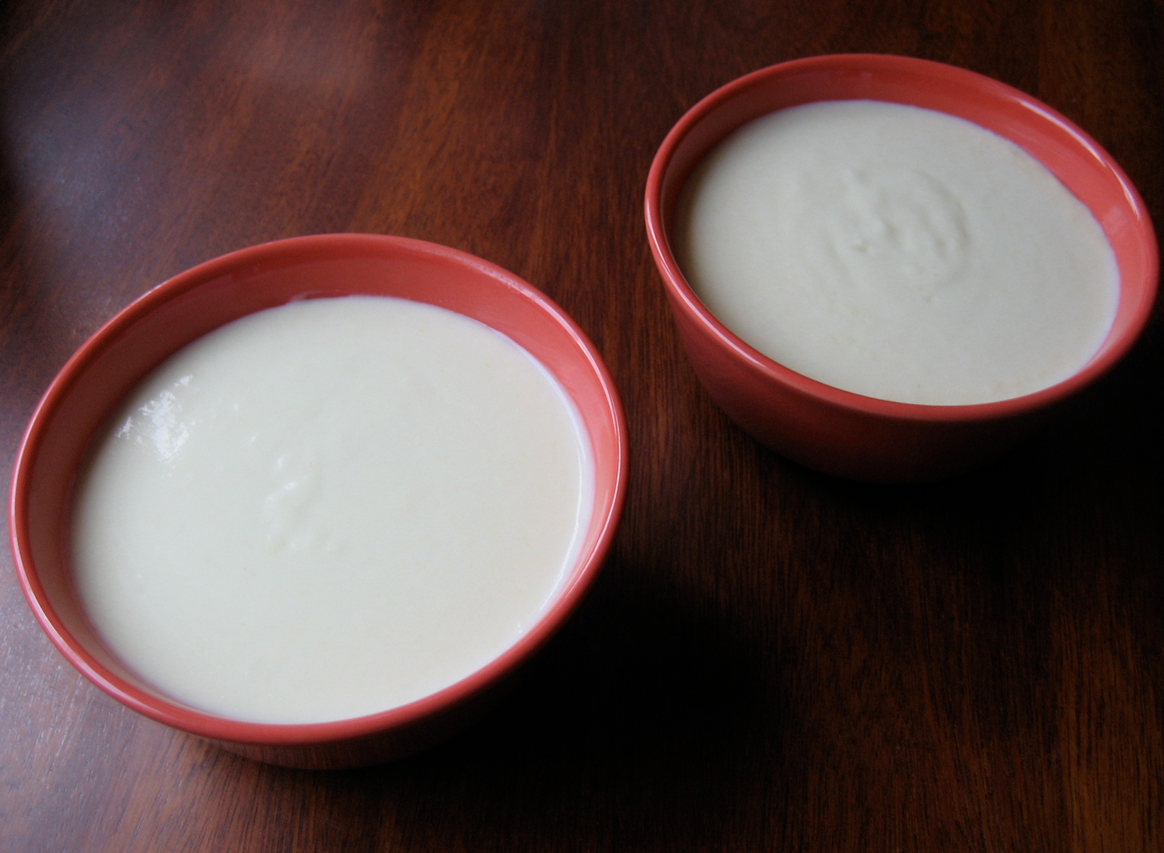
비시수아즈 스프

비시수아즈(프랑스어: vichyssoise, 영어:  /vɪʃiˈswɑːz/, 프랑스어 발음: [vi.ʃi.swaz])는 감자와 크림으로 만드는 수프이다. 시원하게 내는 것이 보통이다.
버터에 감자, 파를 볶아서 콩소메에 넣고 익힌 후, 고운 체로 걸러 생크림을 더하고 차게 하여 만든다. 프랑스말인 이 이름은 '비시풍의 찬 크림 스프'라는 뜻이다. 이 스프를 고안한 사람은 뉴욕의 더 리츠 칼튼의 요리사인 루이 디아(Louis Diat)인데, 프랑스의 비시 출신이었기 때문에 이 이름을 붙였다고 한다.
루이 디아는 자기 저서 'Cooking la Ritz'에서, 어느 더운 여름날 그의 어머니가 '포타주 본느 팜(Potage Bonne Femme, 감자와 파 수프)'에 차가운 우유를 넣어준 기억이 나서, 비시수아즈를 생각해냈다고 했다. 1917년 6월, 더 리츠 칼튼의 옥상 레스토랑 '루프 가든(Roof Garden→지붕 정원)'의 개장에 맞추어 개시한 메뉴라고 한다.

## 참고 문헌
- Jean Anderson. American Century Cookbook. Potter, New York, 1997.